# تمنار (قرية)
تمنار هي إحدى قرى النوبة والتي تقع في دولة السودان في منطقة دنقلا .